# Stella Maris (pel·lícula de 1918)
Stella Maris és una pel·lícula muda dirigida per Marshall Neilan i protagonitzada per Mary Pickford, amb un doble rol de noia rica paralítica i òrfena maltractada, a més d'Ida Waterman i Conway Tearle, entre d'altres. La pel·lícula, basada en la novel·la homònima de William John Locke, es va estrenar el 21 de gener de 1918. La pel·lícula va tenir una gran acollida en el seu moment. La Universal va realitzar una nova versió de la pel·lícula el 1925 dirigida per Charles J. Brabin.

## Argument
Stella Blount (coneguda amb el sobrenom de Stella Maris) és una noia que va esdevenir paralítica durant la seva infantesa. Els seus rics tutors, els seus tiets, han intentat tota la vida exposar la noia a coses dolentes. No pot sortir de la seva cambra en una mansió de Londres on passa els dies estirada al llit. A la seva porta fins i tot hi ha escrit “deixa fora la infelicitat i la saviesa del món. No entris sense un somriure”. Stella no sap de l'existència d'una guerra mundial ni de la pobresa ni la gana que hi ha al món.
John Risca és un conegut periodista amic de la família. No és feliç en el seu matrimoni amb Louise, amb qui es va casar sis anys enrere i visita amb freqüència Stella. John vol que Stella pensi que ell té una vida perfecta i li amaga el seu matrimoni. Louise, mentrestant, necessita una criada a casa i contracta l'òrfena Unity Blake. Unity és una noia que no ha rebut cap educació i ha estat maltractada tota la seva vida. Com a conseqüència té por de tothom.
Una nit, una Louise borratxa ordena a Unity d'anar a comprar menjar. Unity surt a comprar, però en tornar uns nois li roben els aliments que ha comprat, rep una gran esbroncada en tornar. Louise ha colpejat tan fortament la noia que és arrestada i condemnada a tres anys de presó. John decideix adoptar Unity, a la qual tracta molt amablement i ella se n'enamora. John, però, només està interessat en Stella. Decideix que portarà Unity a la residència dels Blount per a la seva educació, però ells no l'accepten. Volen evitar que es coneguin amb Stella, tement que aquesta serà conscient que hi ha gent al món que pateix. Per això convencen a John de portar Unity a la casa de la tieta Gladys.
Per tal d'aconseguir que John se n'enamori, Unity comença a educar-se. Mentrestant, Stella és operada i al cap de tres anys pot començar a caminar. Es troba amb John i els dos s'enamoren. Un dia Stella decideix fer una sorpresa a John i visitar-lo. Louise, que acaba de complir la seva condemna, és qui obre la porta i explica a Stella la veritat del seu matrimoni. A Stella se li trenca el cor en saber que John l'ha mentida, i sentint-se traïda es nega a parlar amb John i tampoc amb la seva família fins que ella pugui comprovar la tristesa que hi ha al món. John arriba a casa desesperat. Unity escolta com la tieta Gladys diu que John mai podrà ser feliç amb Stella mentre Louise visqui i que tem que el noi se suïcidi. Aleshores s'adona que John no l'estimarà mai.
Mentrestant, Stella es reconcilia amb els seus parents en adonar-se que tot i que hi ha tristesa i dolor al món, també i ha joia i felicitat. A casa de la tieta Gladys, Unity escriu una nota a John agraint-li per tot el que ha fet per ella i dient-li que ha d'intentar recuperar Stella. Unity pren una pistola de la col·lecció de la casa i mata Louise per venjar-se de com l'ha tractada a ella i pel sofriment que ha infligit a la parella. A continuació se suïcida fent que la policia pensi que es tracta d'una venjança i prou. La tieta Gladys convenç els Blount de donar una altra oportunitat a John i de no menysprear Unity, ja que ella va aconseguir alliberar-lo de la seva dona. John acaba casat amb Stella.

## Repartiment
- Pel·lícula complertaMary Pickford (Stella Maris / Unity Blake)
- Conway Tearle (John Risca)
- Ida Waterman (Lady Eleanor Blount, tieta Julia)
- Herbert Standing (Sir Oliver Blount)
- Marcia Manon (Louise Risca)
- Josephine Crowell (tieta Gladys Linden)
- Mrs. Coonleu (infermera)
- Gustav von Seyffertitz (cirurjà)
- Irene Rich (extra)